# Republiken Italien (Napoleontiden)
Republiken Italien var en republik och även fransk lydstat i dagens Italien. Republiken existerade från den 26 januari 1802 till den 17 mars 1805. Den bildades efter den Cisalpinska republiken, och hade Milano som huvudstad. Napoléon Bonaparte var republikens president. Republiken ombildades år 1805 till Kungariket Italien med Napoleon som dess kung.

## Historik

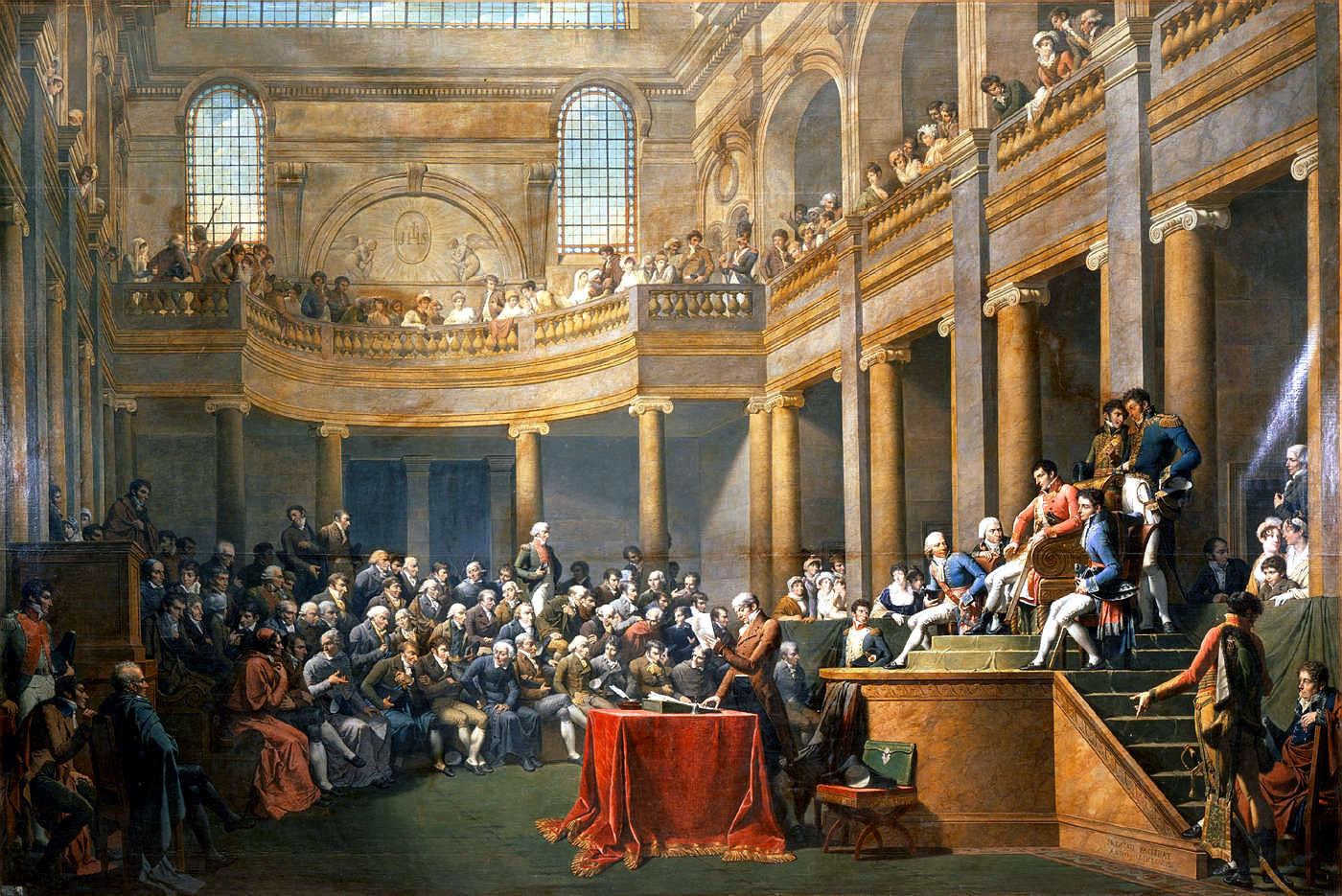
Tavla föreställande Cisalpinska republikens lagstiftare, Consulta, tar emot Frankrikes förste konsul 26 januari 1802 (målad 1808).

Ett vänskapsavtal skrevs med San Marino den 10 juni 1802.